# Oleksandr Serdyuk
Oleksandr Serdyuk (Kharkiv, 3 de julho de 1978) é um arqueiro ucraniano, medalhista olímpico.

## Carreira
Oleksandr Serdyuk representou seu país nos Jogos Olímpicos em 2004 e 2008, ganhando a medalha de bronze por equipes em 2004.